# ジャワハルラール・ネルー大学
ジャワハルラール・ネルー大学（ヒンディー語: जवाहरलाल नेहरू विश्वविद्यालय, 英語: Jawaharlal Nehru University, 略称:JNU）は、インドの首都ニューデリーにある研究型国立大学である。インドの社会科学研究の最高峰として認知され、多くの教員や研究者を輩出するインド屈指の名門大学である。2018年のQS世界大学ランキングでは総合101位。

## 概要
インドの初代首相ジャワハルラール・ネルーの死後、その思想を受け継ぐ形で1969年にニューデリー南部の広大な敷地に建設された。面積は4平方キロメートルにわたり、総学生数は約8,400人。
言語学部を除いて、すべて大学院課程から始まる大学院大学である。国際学部や環境科学部、ライフサイエンスなど、ユニークで先進的な学問の学部が多いのが特徴。南アジア地域の政治・経済・外交等を研究する国際学部南アジア学科、ヒンディー・ウルドゥー語等が学べる言語学部インド語学科など、地域研究を行う学部もある。
また近年、アジア・アフリカ・ヨーロッパなどからも多くの大学院生、研究者が集まり、国際的な評判も高まりを見せている。2006年版The Times Higher Education Supplementでは183位につけているほか、2000年にAsiaweekから発表された「アジアの大学ランキング(Asia's Best Universities)」でも、40位にランクされている。
基本的に全寮制であり、15の寮に学生を始め教授、大学職員等が住む。国内・海外の学生の区別なく、同じ寮で寝食を共にするのもユニークな特徴の一つ。また学内にはマーケットやダッバーと呼ばれる喫茶・軽食の店や、理髪店、診療所、郵便局、書店などがあり、多くの大学関係者は大学敷地内でほとんどの用事を済ませることができる。

## 学部
- 国際学部
- 言語学部
- 社会科学部
- 環境科学部
- コンピューター・システム科学部
- バイオテクノロジー学部
- ライフサイエンス学部
- 物理科学部

## 大学付属研究所
外交・防衛研究所
- Army Cadet College, Dehradun
- College of Military Engineering, Pune
- Military College of Electronics and Mechanical Engineering, Secunderabad
- Military College of Telecommunication Engineering, Mhow
- National Defence Academy, Pune
- Naval College of Engineering, Lonavala

開発研究所
- Central Drug Research Institute (CDRI), Lucknow
- Centre for Cellular and Molecular Biology (CCMB), Hyderabad
- Inter-University Accelerator Centre (IUAC), New Delhi
- Institute of Microbial Technology (IMT), Chandigarh
- Central Institute of Medicinal-and Aromatic Plants (CIMAP), Lucknow
- Raman Research Institute (RRI), Bangalore
- National Institute of Immunology (NII), New Delhi
- National Institute of Plant Genome Research (NIPGR), New Delhi
- International Centre for Genetic Engineering and Biotechnology (ICGEB), New Delhi
- Centre for Development Studies (CDS), Thiruvananthapuram
- Inter-University Centre for Astronomy and Astrophysics (IUCAA), Pune
- Translational Health Science and Technology Institute (THSTI), Gurgaon